# Agromyza panici
Agromyza panici är en tvåvingeart som beskrevs av Meijere 1934. Agromyza panici ingår i släktet Agromyza och familjen minerarflugor. Inga underarter finns listade i Catalogue of Life.